# Edmund Rubbra
Charles Edmund Rubbra (Northampton, 23 maggio 1901 – 14 febbraio 1986) è stato un compositore britannico.
Egli compose opere di vario genere ma fu soprattutto famoso per le sue undici sinfonie e raggiunse il massimo della fama intorno alla metà del XX secolo. Nonostante abbia operato in un'epoca in cui era molto usata la musica dodecafonica, non compose mai nulla in questo stile. I suoi ultimi lavori sono meno popolari dei precedenti al pubblico dei concerti, nonostante egli non abbia mai perso il rispetto per la sua professione di compositore. La sua musica è meno conosciuta al giorno d'oggi, contrariamente a quanto ci si potesse aspettare dalla sua precoce popolarità. Le sue composizioni sono permeate di drammaticità e piene di improvvisazione.

## Biografia

### Infanzia
I suoi genitori incoraggiarono subito Edmund, anche se non erano musicisti professionisti; la madre cantava nel coro della chiesa ed il padre suonava il pianoforte ad orecchio. La natura sensibile ed artistica del piccolo Edmund fu subito visibile fin dalla più tenera età.
Rubbra prese le prime lezioni di piano da una signora dalla buona reputazione come insegnante ma che aveva un pianoforte dai tasti scoloriti. Questo strumento contrastava molto con il pianoforte che Edmund usava per esercitarsi che era un nuovo pianoforte verticale da dimostrazione prestato alla famiglia da uno zio. Questo zio possedeva un negozio di pianoforti e musica e gli acquirenti andavano a casa di Edmund per ascoltare il suono dello strumento prima di acquistarlo. Qui Edmund dava una dimostrazione delle potenzialità dello strumento suonando la sonata in Do di Mozart. Se la vendita andava a buon fine, la famiglia riceveva una provvigione da parte dello zio ed un nuovo pianoforte arrivava in casa di Edmund.
Nel 1912, Rubbra e la sua famiglia si spostarono nel centro della città di Northampton, e ancora una volta quattro anni dopo quando suo padre diede inizio a un'attività di vendita e riparazione di orologi. La nuova casa, soprastante il negozio, aveva delle scale troppo strette e non era così possibile farvi entrare il pianoforte. Si dovette così smontare gli stipiti della finestra e far entrare il pianoforte da fuori.
Rubbra iniziò a comporre mentre era ancora a scuola. Uno dei suoi insegnanti gli chiese di comporre un inno per la scuola. Egli che aveva una certa dimestichezza con gli inni in quanto frequentava la chiesa e suonava il piano la domenica, compose l'inno della sua scuola. Egli lavorò anche come garzone per le consegne mentre era ancora a scuola aiutando così i genitori nel ménage familiare.
All'età di 14 anni lasciò la scuola ed iniziò a lavorare nell'ufficio della Crockett and Jones, una delle fabbriche di scarpe di Northampton.
Qui Edmund ebbe la possibilità di venire in possesso di una certa varietà di francobolli che arrivavano con la corrispondenza, facendone un hobby che manterrà per tutta la vita. Dopo alcuni anni ricevette un'offerta, da uno zio anch'esso proprietario di una fabbrica di scarpe, di andare a lavorare da lui con la prospettiva di divenirne il proprietario quando lo zio, che non aveva figli, fosse morto. Influenzato dallo scarso entusiasmo della madre, decise di rifiutare l'offerta. Invece si impiegò come addetto alla corrispondenza in una stazione ferroviaria. Egli continuò comunque a studiare armonia, contrappunto, pianoforte e organo, nelle ore libere dal lavoro.
Fra le prime composizioni di Rubbra figura una sonata per violino e pianoforte da lui composta per essere eseguita con il suo amico Bertram Ablethorpe, ed un quartetto per un complesso locale.
Rubbra fu colpito da una predica di un missionario cattolico cinese alla quale ebbe opportunità di assistere. Dopo averla ascoltata egli compose "Chinese Impressions"; un pezzo per pianoforte che dedicò al predicatore. Questo fu l'inizio del suo interesse, che durerà per tutta la vita, per le cose orientali.
All'età di 17 anni Rubbra decise di dare un concerto di musiche di Cyril Scott nella Biblioteca di Northampton. Questa si rivelò poi una decisione molto importante che avrebbe cambiato la sua vita. Il pastore della chiesa assistette al concerto e segretamente inviò una copia del programma a Cyril Scott. Questo fece sì che Scott decidesse di prendere Rubbra come suo alunno. In questa occasione il fatto che Rubbra lavorasse alla ferrovia si rivelò un evento fortunato in quanto i dipendenti avevano un forte sconto sui biglietti. Così Rubbra poté andare a casa di Scott in treno pagando solo un quarto del biglietto normale. Dopo un anno di lezioni, Rubbra poté accedere all'Università di Reading e qui fu allievo di Gustav Holst. Poiché sia Scott che Holst erano dei cultori di filosofie e religioni orientali, anche Rubbra finì per interessarsene.
Holst insegnava anche al Royal College of Music e disse a Rubbra di fare una domanda per ottenere una borsa di studio. Il suo consiglio venne seguito e Rubbra ottenne la borsa. Prima che scadesse la borsa di studio Rubbra venne inaspettatamente invitato, dalla Arts League of Service Travelling Theatre, a suonare il pianoforte per un giro di concerti di sei settimane nello Yorkshire, poiché il pianista titolare era ammalato. Egli accettò e questa esperienza gli fu molto utile in seguito nel comporre e suonare musica per il teatro. A metà degli anni venti Rubbra suonò il pianoforte con i Balletti di Djagilev di Sergej Djagilev per guadagnare denaro in un momento di difficoltà.

### Maturità
Nel 1933, Rubbra sposò Antoinette Chaplin, una violinista francese. Essi girarono l'Italia insieme dando una serie di concerti che replicarono poi a Parigi e per la radio. Essi ebbero due figli di nome Francis e Benedict prima che il matrimonio avesse termine nei tardi anni cinquanta. Più tardi Rubbra sposò Colette Yardley con la quale ebbe un figlio di nome Adrian.
Durante la seconda guerra mondiale, nel 1941, Rubbra venne richiamato sotto le armi. Dopo diciotto mesi gli venne affidato un ufficio postale vista la sua conoscenza del settore. Mentre faceva il militare mise insieme una piccola orchestra, tanto che il Ministero della guerra gli chiese di formare un trio con pianoforte per dare una serie di concerti per le truppe. Rubbra fu felice di obbedire e formò un trio che girò per tutta l'Inghilterra, la Scozia e poi anche la Germania. Durante i lunghi trasferimenti sul camion dell'esercito, usavano il pianoforte, privato delle gambe, come un grande sgabello su cui sedersi.

### Successo
Dopo la guerra, nel 1947, Rubbra si convertì alla religione cattolica e scrisse una messa per celebrare l'avvenimento. In questo stesso periodo l'Università di Oxford stava formando una Facoltà di musica e invitò Rubbra a divenirne lettore. Dopo una lunga riflessione, Rubbra accettò l'incarico ed a quel punto i suoi impegni erano così numerosi che dovette abbandonare il trio militare.
Per avere una misura dell'alta stima di cui godeva Rubbra negli anni quaranta, basti pensare che la sua Sinfonia Concertante e la sua canzone Morning Watch vennero eseguite in concerti in cui erano incluse musiche come Dream of Gerontius di Edward Elgar, Missa Brevis di Zoltán Kodály e Job di Ralph Vaughan Williams.

Quando Vaughan Williams seppe che l'Università di Durham stava per conferire una laurea ad honorem a Rubbra, egli scrisse al collega poche parole: 
Un segno ulteriore della sua importanza fu la richiesta, da parte della BBC, di scrivere qualcosa per la cerimonia di incoronazione della regina Elisabetta II d'Inghilterra. Il risultato fu Ode to the Queen, un pezzo per voce ed orchestra svolto sulla parola Elisabetta.
Quando Rubbra smise di insegnare ad Oxford nel 1968, passò alla Guildhall School of Music and Drama. Continuò comunque a comporre e in effetti rimase in attività fino alla morte. Egli aveva infatti iniziato a comporre la sua dodicesima sinfonia soltanto un anno prima che la morte lo colpisse il 14 febbraio 1986.

## Lista delle sue opere più rappresentative

### Opere per orchestra
- Sinfonie
  - Sinfonia No. 1, Op. 44
  - Sinfonia No. 2 in D, Op. 45
  - Sinfonia No. 3, Op. 49
  - Sinfonia No. 4, Op. 53
  - Sinfonia No. 5 in B-flat, Op. 63
  - Sinfonia No. 6, Op. 80
  - Sinfonia No. 7 in C, Op. 88 (dedicated to the City of Birmingham Symphony Orchestra)
  - Sinfonia No. 8, Op. 132, Hommage à Teilhard de Chardin
  - Sinfonia No. 9, Op. 140, Resurrection (conosciuta anche come Sinfonia Sacra)[10]
  - Sinfonia No. 10, Op. 145, da Camera
  - Sinfonia No. 11, Op. 153, à Colette
  - Sinfonietta for large string orchestra, Op.163
- Improvisations on Virginal Pieces by Giles Farnaby, Op. 50

### Concerti
- Pianoforte
  - Piano Concerto, Op. 30, withdrawn
  - Sinfonia Concertante in C, Op. 38
  - Piano Concerto in G, Op. 85
- Violino
  - Violin Concerto in A, Op. 103
  - Improvisation for Violin for Orchestra, Op. 89 o
- Viola
  - Viola Concerto in A, Op. 75
- Violoncello
  - Soliloquy, Op. 57 for cello, two horns, timpani and strings

### Strumentali
- Violin Sonatas
  - Violin Sonata No. 1, Op. 11
  - Violin Sonata No. 2, Op. 31
  - Violin Sonata No. 3, Op. 133
- Cello Sonata in G, Op. 60
- Meditationi sur Coeurs Désolés (per Flauto dolce e clavicembalo o flauto o oboe e pianoforte), Op. 67
- Oboe Sonata in C, Op. 100
- Sonatina for Flauto e cembalo, Op. 128
- Fantasia on a Chord: for Treble Recorder, Harpsichord and Viola da Gamba (ad lib.), Op. 154
- Duo for Cor Anglais and Piano, Op. 156

### Musica da camera
- String Quartets
  - String Quartet No. 1 in F minor, Op. 35
  - String Quartet No. 2 in E-flat, Op. 73
  - String Quartet No. 3, Op. 112
  - String Quartet No. 4, Op. 150
- Piano Trio No. 1, Op. 68, in one movement
- Piano Trio No. 2, Op. 138
- Lyric Movement for String Quartet and Piano, Op. 24

### Opere corali
- Magnificat and Nunc dimittis in A flat, Op. 65 for chorus and organ
- Three Motets Op. 76 S.A.T.B Unaccompanied
- Missa in honorem Sancti Dominici Op. 66 (Rubbra's first Roman Catholic mass and the result of his conversion)
- Missa Cantuariensis Op. 59 for double choir
- Tenebrae Motets Op. 72 (a, b and c, three sets of three written over a period of time)
- Lauda Sion Op.110 for soprano, ten soli and double mixed chord a capella
- Mass in Honour of St. Teresa of Avila, Op.157, for chorus

### Opere per coro e orchestra
- The Morning Watch, Op. 55
- Song of the Soul, Op. 78
- Inscape (Gerard Manley Hopkins), Op. 122
- Veni Creator Spiritus, Op. 130

### Musica per pianoforte
- Sonatina, Op. 19
- Prelude and fugue on a theme by Cyril Scott (also played on organ), Op. 69
- Nine teaching pieces, Op. 74 (requires a second pianist)
- Introduction, Aria and Fugue, Op. 104
- Eight preludes, Op. 131
- Four studies, Op. 139
- Invention on the name of Haydn, Op. 160
- Fantasy-fugue, Op. 161
- Fukagawa (without opus)
- Nemo fugue (without opus)

### Canzoni
- Two Songs, Op. 2
  - 1. Easter
  - 2. Rosa Mundi
- Two Songs with String Quartet, Op. 3
  - 1. Tears
  - 2. A Litany
- Two Songs, Op. 4
  - 1. The Mystery
  - 2. Jesukin
- O My Deir Hert, Op. 5
- Two Songs with String Quartet, Op. 7
  - 1. Rejection
  - 2. Entrez-y-Tous en Sûreté
- Four Songs, Op. 8
  - 1. A Cradle Song
  - 2. There Is a lady
  - 3. Who Is Sylvia?
  - 4. Orpheus
- Three Songs, Op. 13
  - 1. Out In the Dark
  - 2. Hymn to the Virgin
  - 3. It Was A Lover
- Two Songs, Op. 14
  - 1. The Night
  - 2. Slow Spring
- Rune of Hospitality, Op. 15
- Two Songs, Op. 17
  - 1. A Prayer
  - 2. Invocation to Spring
- Rhapsody, Op. 18
- A Duan of Barra, Op. 20
- Soontree, Op. 21
- Two Songs, Op. 22
  - 1. Take, O Take Those Lips Away
  - 2. Why So Pale and Wan
- The Song of the Laverock, Op. 23
- Ballad of Tristram, Op. 26
- A Widow Bird State Mourning, Op. 28
- Four Mediaeval Latin Lyrics, Op. 32
  - 1. Rondel: Tempus Est Iocundum
  - 2. Plaint: Dum Estas Inchoatur
  - 3. Pastoral: Ecce, Chorus Virginum
  - 4. Lament: Planctus
- In Dark Weather, Op. 33
- Five Sonnets, for tenor and strings, Op. 42
- Amoretti: Five Sonnets, Op. 43
- Nocturne, Op. 54
- Three Psalms, Op. 61
  - 1. O Lord, Rebuke Me Not
  - 2. The Lord Is My Shepherd
  - 3. Praise Ye the Lord
- O Excellent Virgin Princess, Op. 77
- Ode To The Queen, Op. 83
  - 1. Sound Forth, Celestial Organs
  - 2. Fair As Unshaded Light
  - 3. Yet Once Again Our Measures Move
- Two Sonnets by William Alabaster, Op. 87
  - 1. Upon the Crucifix
  - 2. On the Reed of Our Lord's Passion
- No Swan So Fine, Op. 91
- Cantata Pastorale, Op. 92
- The Jade Mountain, Op. 116
  - 1. A Night Thought On Terrace Tower
  - 2. On Hearing Her Play the Harp
  - 3. An Autumn Night Message
  - 4. A Song of the Southern River
  - 5. Farewell To a Japanese Buddhist Priest Bound Homeward
- Salve Regina, Op. 119
- Fly Envious Time, Op. 148